# Mia Šimunić
Mia Šimunić (Zagreb, 28. rujna 1983.) je hrvatska vaterpolistica i hrvatska reprezentativka. Igra na mjestu napadačice. Po struci je profesorica tjelesnog odgoja. Visine je 173 cm. Igra desnom rukom.
Vaterpolo igra od 2005. godine.
Sudjelovala je na EP 2010. kad su hrvatske vaterpolistice nastupile prvi put u povijesti. Te je sezone igrala za Mladost.